# Ammutinamenti del 1917 in Francia

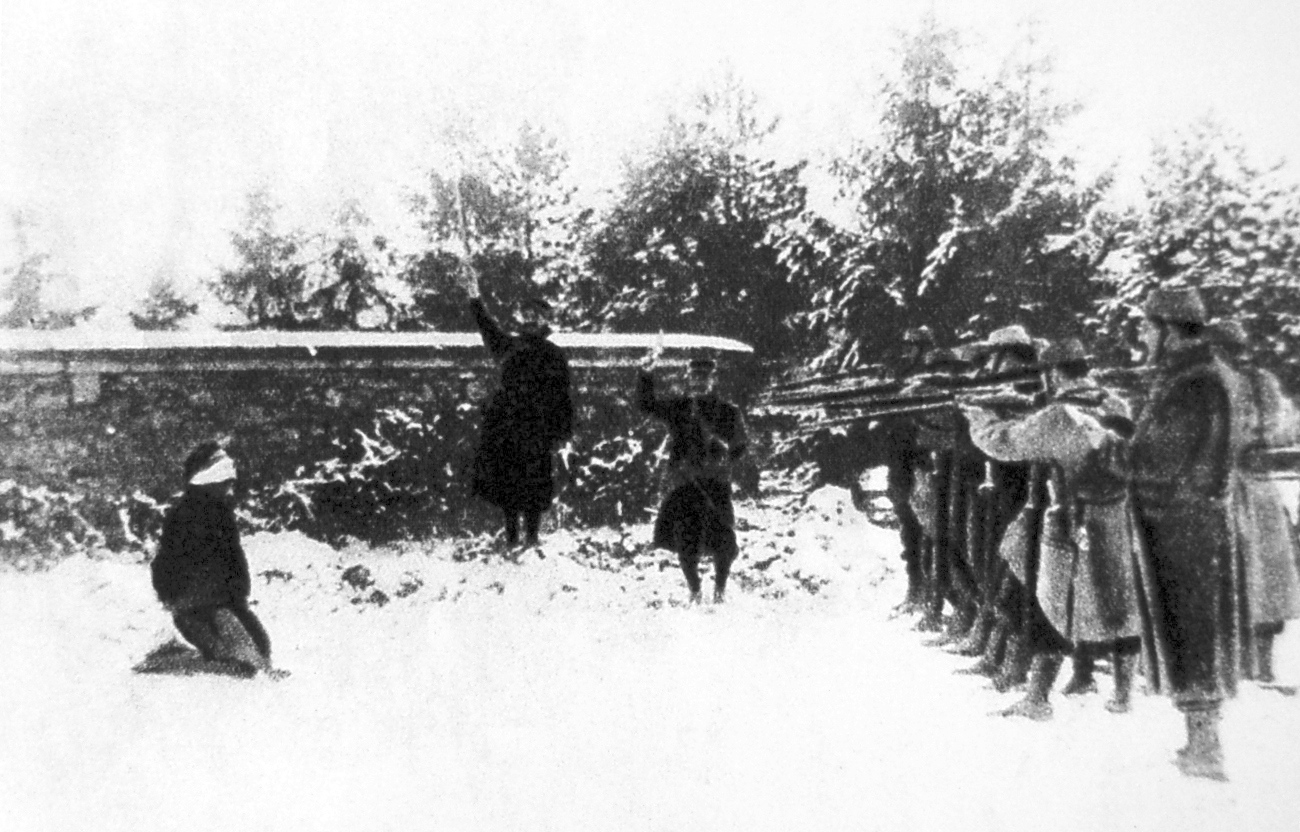
Probabile esecuzione a Verdun durante gli ammutinamenti del 1917. Potrebbe rappresentare anche la fucilazione di una spia all'inizio della guerra.

Gli ammutinamenti del 1917 in Francia si verificarono sul fronte occidentale durante la prima guerra mondiale. Iniziarono subito dopo la fine della disastrosa, per le truppe francesi, seconda battaglia dell'Aisne, l'azione principale dell'Offensiva Nivelle del 16 aprile 1917.
Il generale Nivelle aveva promesso un decisivo successo sui tedeschi in 48 ore; i soldati erano euforici al pensiero di combattere una battaglia decisiva, dopo anni di stallo. Lo choc del fallimento esacerbò gli animi dei soldati che dovevano sostituire le decimate compagnie in prima linea. Metà delle divisioni in linea sul fronte occidentale vennero coinvolte, in vari modi, nell'ammutinamento. Il generale Nivelle fu destituito il 16 maggio ed il nuovo comandante Philippe Pétain riuscì a ristabilire l'ordine parlando ai soldati, promettendo la fine degli attacchi ad oltranza, riposo per le unità in prima linea, licenze a casa e la riduzione della severità della disciplina.
Furono istituite 3400 corti marziali, 550 ammutinati furono condannati a morte, ma oltre il 90% delle sentenze furono commutate in pene detentive. Gli eventi furono tenuti segreti al nemico ed all'opinione pubblica e la loro reale estensione fu resa nota solo dopo anni dalla fine della guerra. Gli storici Gilbert e Bernard definiscono così le cause della ribellione: la causa immediata fu l'estremo ottimismo e la seguente cocente delusione verso l'offensiva Nivelle della primavera del 1917; altre cause furono il pacifismo, sostenuto dalla rivoluzione russa e dai sindacati ed il disappunto per il non intervento delle truppe statunitensi.

## Premesse

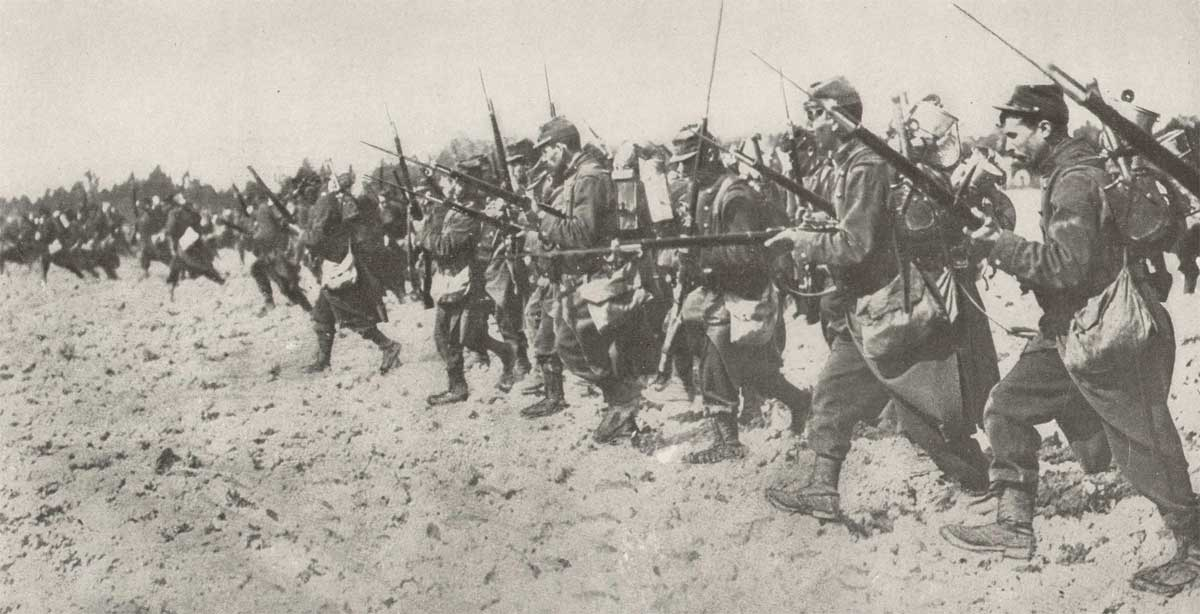
Soldati francesi all'assalto alla baionetta

Quasi un milione di soldati francesi (306 000 nel 1914, 334 000 nel 1915, 217 000 nel 1916 e 121 000 nei primi mesi del 1917) su di una popolazione di venti milioni di maschi di ogni età, erano stati uccisi sul campo di battaglia. Queste perdite gravissime avevano ridimensionato la volontà di attaccare dell'esercito francese.
Nell'aprile del 1917, il generale francese Robert Nivelle promise una vittoria risolutiva che avrebbe portato alla fine della guerra. Propose un grande attacco congiunto con l'esercito britannico per spezzare la linea difensiva tedesca parallela alla strada del Chemin des Dames, che corre su di una linea di cresta compresa fra la vallata dell'Ailette e la vallata dell'Aisne. Per superare le difese tedesche il generale Nivelle mise in campo le tattiche sperimentate con relativo successo a Verdun nell'ottobre del 1916: lo sbarramento mobile d'artiglieria, che consisteva nel programmare l'avanzata della fanteria con lo spostamento del tiro delle artiglierie, in modo da proteggerne l'avanzata, costringendo le truppe tedesche all'interno dei ricoveri delle trincee fino a poco prima l'arrivo della fanteria francese su di esse.

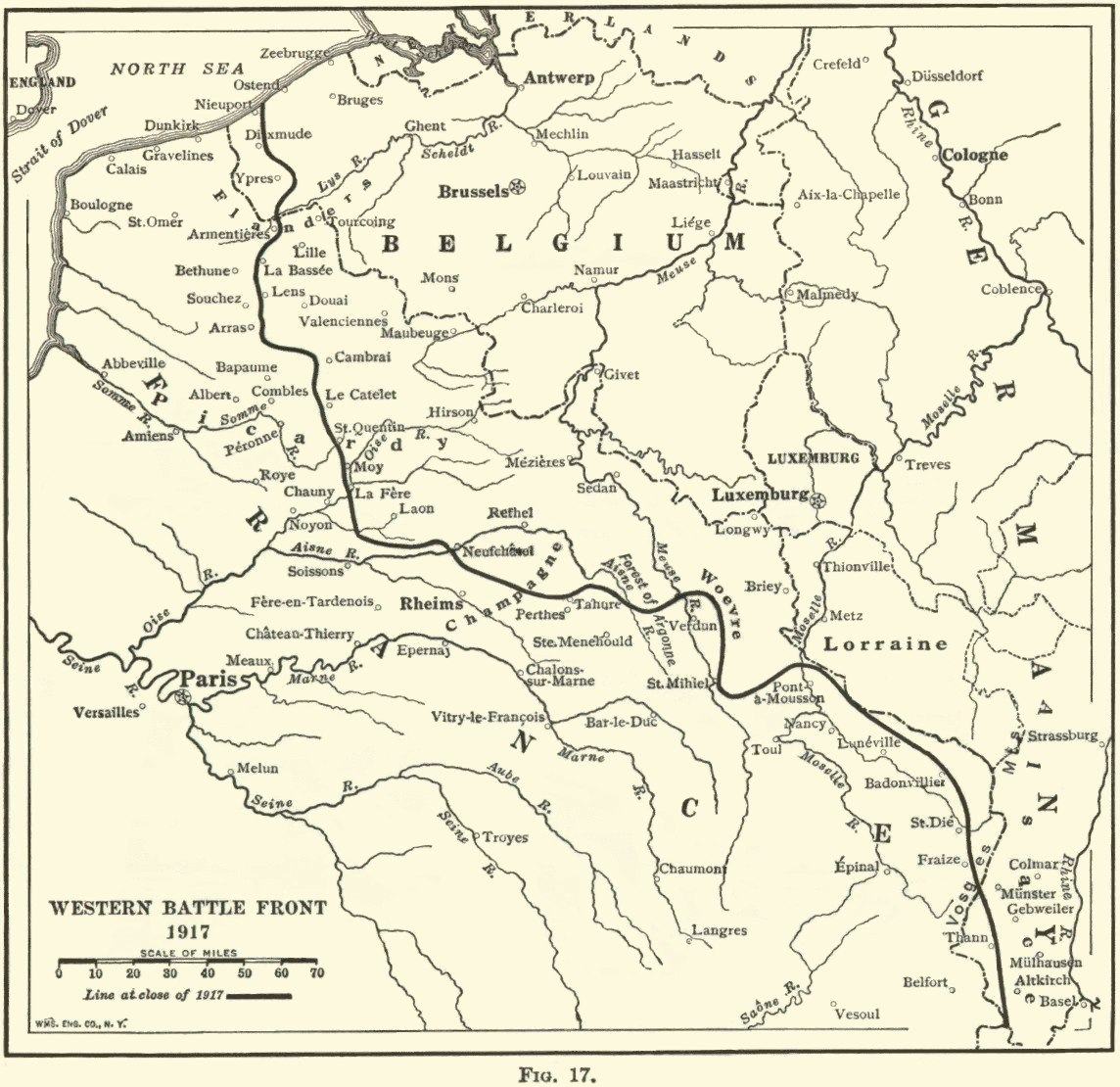
Fronte occidentale nel 1917

Il principale attacco dell'offensiva Nivelle (la seconda battaglia dell'Aisne) fallì completamente il suo principale obiettivo di sfondare la linea tedesca. Al prezzo di altissime perdite raggiunse dei risultati minori: esaurì le riserve tedesche e raggiunse alcune posizioni strategiche. Il fallimento dell'offensiva fu percepito su tutto il fronte, Nivelle fu rimosso dal suo comando il 15 maggio 1917 e fu sostituito dal generale Philippe Pétain. Il fallimento dell'attacco e le gravi perdite causarono il crollo del morale dei soldati francesi che fino a pochi giorni prima erano colmi d'entusiasmo.

### Gli ammutinamenti
L'offensiva Nivelle, iniziata il 16 aprile 1917, non raggiunse gli obiettivi strategici che si era posta e già il 25 aprile i combattimenti si erano esauriti al prezzo di 35.000 morti francesi.  Il 3 maggio la 2ª divisione si rifiutò di riprendere il combattimento, l'ammutinamento si diffuse rapidamente nell'esercito francese.
Gli uomini della 2ª divisione si presentarono a rapporto ubriachi e senza armi. Tra il 16 ed il 17 maggio un battaglione di Chasseur della 127ª Divisione ed un reggimento della 18ª Divisione si ribellarono. Due giorni dopo un battaglione della 166ª Divisione organizzò una manifestazione ed il 20 maggio il 128º Reggimento della 3ª Divisione ed il 66º Reggimento della 18ª Divisione rifiutarono di obbedire agli ordini; nella 17ª Divisione avvennero atti di insubordinazione isolati. Nei due giorni successivi due reggimenti della 69ª Divisione elessero due rappresentanti per chiedere la fine dell'offensiva. Per il 28 maggio si ammutinarono la 9ª Divisione, la 158ª, la 5ª e la 1ª Divisione Cavalleria. Per la fine di maggio unità della 5ª, 6ª, 13ª, 35ª, 43º, 62º, 77ª e 170ª divisione si ammutinarono, si accesero rivolte in 21 divisioni. Nel 1917 disertarono 27 000 soldati francesi, un record; l'offensiva fu sospesa il 9 maggio.
Anche nei reggimenti dove gli ufficiali si confrontarono direttamente con gli ammutinati, come nel 74º Reggimento Fanteria, gli uomini non compirono atti di violenza contro gli ufficiali; si limitarono a non tornare ai loro posti in trincea. Molti degli ammutinati erano veterani che non si rifiutavano di compiere il loro dovere ma volevano che i loro superiori li guidassero in maniera più attenta ed evitassero inutili sacrifici. I soldati erano giunti a considerare che gli attacchi alle trincee nemiche erano inutili. Inoltre le notizie della Rivoluzione Russa venivano diffuse dai giornali socialisti, e volantini anonimi di propaganda pacifista venivano distribuiti.
A Soissons, Villers-Cotterêts, Fère-en-Tardenois ed a Cœuvres-et-Valsery, le truppe disubbidirono ai propri ufficiali e si rifiutarono di andare al fronte.
Il primo giugno un reggimento di fanteria prese il controllo della cittadina di Missy-aux-Bois. Secondo lo storico Tony Ashworth gli ammutinamenti furono  "diffusi e persistenti" e coinvolsero più della metà delle divisioni dell'esercito francese. Il 7 giugno, il generale Pétain comunicò al comandante delle forze britanniche Douglas Haig che due divisioni francesi si erano rifiutate di rilevare le posizioni di due divisioni in prima linea.
Nel 1967 lo storico francese Guy Pedroncini esaminò gli archivi dell'esercito francese, scoprendo che 49 divisioni di fanteria vennero destabilizzate dalle rivolte e videro il ripetersi di episodi di ammutinamento; delle 49, nove si ammutinarono completamente, quindici ebbero gravi episodi di ammutinamento e venticinque ebbero isolati, ma ripetuti, episodi di ammutinamento. L'esercito francese, alla fine del 1917, comprendeva 113 divisioni di fanteria, quindi il 43% fu colpito dagli ammutinamenti. La crisi del morale colpì principalmente la fanteria che aveva sopportato il tremendo peso delle enormi perdite dall'inizio della guerra. Altri corpi dell'esercito, quali l'artiglieria pesante, lontana dalla prima linea, o i reggimenti di cavalleria, che non erano stati ancora appiedati, fornirono le forze per circondare gli ammutinati e riportare l'ordine. Solo 12 reggimenti d'artiglieria da campagna ebbero episodi di ammutinamento.

#### Il caso della 5e division d'infanterie
La 5e division d'infanterie (5ª divisione di fanteria) era considerata una unità di élite, riconosciuta anche dai tedeschi per il suo valore mostrato nella battaglia delle frontiere (dove perse quasi la metà degli effettivi) e alla conquista del Fort Douaumont a Verdun nel maggio del 1916.
Dopo un anno senza battaglie importanti, nell'aprile 1917, la divisione avrebbe dovuto schierarsi per sfruttare la promessa rottura del fronte tedesco dell'offensiva Nivelle, sulla linea dello Chemin de Dames. Di fronte al fallimento dell'offensiva iniziale e senza aver combattuto, unità di tutti e quattro i reggimenti (39e, 74e, 36e e 129e régiment) che la formavano si ammutinarono rifiutandosi di andare in prima linea. Secondo Guy Pedroncini fu l'unità con il più alto numero di ammutinati.

#### Il caso del 18e régiment
Il 18e régiment della 36e Division d'Infanterie (18º reggimento della 36 divisione) si distinse nella battaglia del Chemin de Dames, il 4 maggio 1917, avendo più di mille fra morti e feriti.

Dopo la battaglia, il reggimento fu inviato nel villaggio di Villers-sur-Fère per il riposo. Ma dopo sei giorni, il 27 maggio, arrivarono degli autocarri per riportarlo in prima linea. I soldati si riversarono fuori dagli alloggiamenti, cantando l'Internazionale, chiedendo la presenza degli ufficiali, che si barricarono dentro la loro caserma, allora i soldati sabotarono gli autocarri. Dopo due ore di rivolta, tornarono ai propri alloggiamenti.
La mattina dopo, uno squadrone di Dragoni compì 130 arresti tra i quali vennero scelti, solo in base alle annotazioni sul libretto matricolare, 12 uomini che furono deferiti alla corte marziale per ammutinamento, mentre agli altri vennero inflitte pene detentive tra i 30 ed i 60 giorni di prigione. Il 7 giugno, il Conseil de guerre (corte marziale) della 36 divisione emise 5 condanne a morte, di cui quattro vennero appellate di fronte al presidente della repubblica che ne commutò una. Il 12 giugno, presso il cimitero del villaggio di Maizy, vennero eseguite tre condanne a morte, il caporale Vincent Moulia sfuggì alla fucilazione a causa di un bombardamento tedesco e si diede alla macchia.

## Repressione
Dall'8 maggio le autorità militari si attivarono rapidamente: arresti di massa furono seguiti da processi di massa. Gli arrestati erano selezionati dai propri ufficiali e sottufficiali, avendo carta bianca da parte dei superiori. Furono istituiti 3 427 conseils de guerre (corti marziali). Le ricerche del Pedroncini, del 1967, trovarono 2 878 sentenze a lavori forzati e 629 condanne a morte, di cui solo 43 vennero eseguite. La relativa mitezza delle condanne provocò reazioni negative nelle gerarchie militari francesi. Il generale Pétain ed il presidente francese Raymond Poincaré, invece, fecero proprio il proposito di restaurare il morale dell'esercito senza esacerbare i motivi stessi della rivolta.
Gli attivisti, presenti in alcune unità militari russe inviate in Francia, avevano sparso le notizie della rivoluzione in corso nel loro paese, chiedendo ai francesi di unirsi a loro nella rivoluzione. In giugno la Prima brigata Russa, che si era ammutinata fu circondata da truppe lealiste russe e presso il campo di La Courtine, nel settembre 1917, la resistenza degli ammutinati fu spezzata anche con i cannoni che provocarono la morte di 8 ribelli. Questo episodio diede sostanza alla falsa diceria che artiglieri francesi avessero sparato contro gli ammutinati. I capi della rivolta russa furono inviati in Nord Africa, in un battaglione punitivo, mentre il resto del Corpo di spedizione russo (circa 10 000 uomini) fu smobilizzato e trasformato in una compagnia di lavoro.
Insieme al deterrente della durezza della giustizia militare, il generale Pétain offrì due incentivi: più licenze, più lunghe e regolari e la fine delle grandi offensive fino a "l'arrivo dei carri armati e degli statunitensi al fronte".  Pétain, in seguito, lanciò solo limitati attacchi, supportati da imponenti schieramenti d'artiglieria, contro capisaldi tedeschi, come contro il forte La Malmaison. che vennero conquistati con perdite contenute.
Pétain ricostituì il morale grazie ad una combinazione di periodi di riposo, frequenti rotazioni in prima linea e regolari licenze a casa.

## Conseguenze
I fenomeni di ammutinamento collettivo di maggiore durata interessarono solo un numero relativamente piccolo di divisioni, tali da non comportare il collasso del sistema militare. Tuttavia i problemi di disciplina coinvolsero più della metà delle divisioni al fronte e solo fino ai primi mesi del 1918 furono totalmente risolti.
La macchina della censura francese fu efficace nel nascondere al nemico la grave crisi dell'esercito: il generale Ludendorff affermò nelle sue memorie di essere venuto a conoscenza degli ammutinamenti solo in seguito e il generale Hindenburg attribuì all'inefficienza dei servizi d'informazione tedeschi la mancanza di notizie tempestive sulla situazione dell'esercito francese. Le conseguenze furono solo interne e, senza un'azione coincidente del nemico a sfruttare il caos creato dai disordini, non ci fu il paventato crollo dell'esercito francese.
A causa degli ammutinamenti del 1917, l'alto comando francese assunse una posizione attendista verso nuove grandi offensive. La strategia del generale Petain alla fine del 1917 si affidò all'arrivo della American Expeditionary Forces e alla messa in campo dei nuovi carri armati Renault FT. Così si espresse all'epoca: "J'attends les chars et les américains" (aspetto i carri e gli americani). Aveva, in questo, l'appoggio del primo ministro Clemenceau, che riferì al presidente statunitense Woodrow Wilson nel giugno 1917 che la Francia avrebbe "aspettato gli americani e non avrebbe più perso ... mi piace Pétain ... solo perché non attaccherà'." Lo storico Martin Evans conferma questo atteggiamento, "L'esercito francese sarebbe rimasto ben fermo e avrebbe aspettato gli americani."  Valutazione confermata in altre opere: "Nonostante l'abile equilibrio di tatto e fermezza di Petain avesse ricostituito la disciplina militare, l'esercito francese poté solo rimanere sulla difensiva ed attendere gli statunitensi." L'esercito francese diede prova di aver riconquistato tutta la sua compattezza di fronte alla grande offensiva tedesca della primavera 1918, fermata con successo, insieme ai suoi alleati britannici e statunitensi.
Il governo britannico fu molto preoccupato dalle notizie di ammutinamenti, poiché interpretò tali eventi come il segno di un profondo malessere della società francese, preoccupazioni che si rivelarono infondate, ma l'esercito britannico dovette assumersi l'iniziativa dell'offensiva sul fronte occidentale, per la seconda metà del 1917, con un supporto limitato da parte dell'alleato francese. Per coprire l'impasse francese, i britannici lanciarono una grande offensiva, la battaglia di Passchendaele, che tuttavia, fallì, anch'essa, i suoi principali obiettivi.

## Storiografia
Il governo sottopose a censura ogni notizia in merito, per non mettere in allarme i tedeschi e preservare il morale della popolazione francese.
Il primo a rivelare, con il libro del 1919 La Vérité sur l'offensive du 16 avril 1917, al pubblico gli ammutinamenti del 1917 fu Paul Painlevé, che, come ministro della guerra, fece dimettere Nivelle dopo la disastrosa offensiva del 1917.
L'estensione e la profondità degli ammutinamenti furono resi noti solo nel 1967 dallo storico francese Guy Pedroncini nel suo libro Les Mutineries de 1917. Il suo lavoro fu reso possibile dall'apertura degli archivi dell'esercito francese a 50 anni dai fatti, tuttavia ci furono ancora degli archivi riguardanti gli ammutinamenti che rimasero secretati fino al 2017.
Lo storico Leonard V. Smith afferma, che le rivolte del 1917 furono eminentemente politiche, i soldati si riappropriarono del loro ruolo di cittadini e preteso di contare qualcosa sulla condotta della guerra, visti i terribili risultati delle gerarchie militari.